# Johan Didrik von Köhler
Johan Didrik von Köhler, född 1693, död den 6 juni 1758, var en svensk friherre och militär. Han var son till Fredrik von Köhler och far till Fredrik von Köhler. 
von Köhler blev volontär vid Västgöta tremänningsinfanteriregemente 1702, rustmästare där 1704, furir samma år, förare samma år, sergeant 1705, fänrik 1707, löjtnant 1709 och kapten 1710. Han blev ryttmästare vid Upplands tremänningskavalleriregemente 1712 och beviljades avsked 1719. von Köhler blev major vid kavalleriet 1721, löjtnant vid Garnisonsregementet i Göteborg 1722, kapten där 1730 och major 1739. Han befordrades till överstelöjtnant vid Kronobergs infanteriregemente 1747, övergick som sådan till Södermanlands regemente 1757 och blev överste i armén samma år. von Köhler bevistade bland annat fälttåget i Norge, under vilket han vid Björås skans slog en dansk kapten, som anförde femtio dragoner samt tog några krigsfångar. Han avled i Pommern, dit han följt regementet under det pågående kriget. von Köhler skrev sig till Sämsholm i Säms socken i Älvsborgs län. Han blev riddare av Svärdsorden 1748.